# لوچانا جیلی
لوچانا جیلی (ایتالیایی: Luciana Gilli؛ زادهٔ ۱۱ نوامبر ۱۹۴۴) بازیگر اهل ایتالیا است که در طول دهه ۱۹۶۰ او در تعدادی از فیلم‌های ایتالیایی یا محصولات مشترک اروپایی، به ویژه داستان‌های ماجراجویی و وسترن، بازی کرد.
از فیلم‌هایی که وی در آن‌ها نقش داشته است، می‌توان به هفت دریا به کاله، راهزن دمشق و ارواح رم اشاره نمود.